# جواو بيريرا

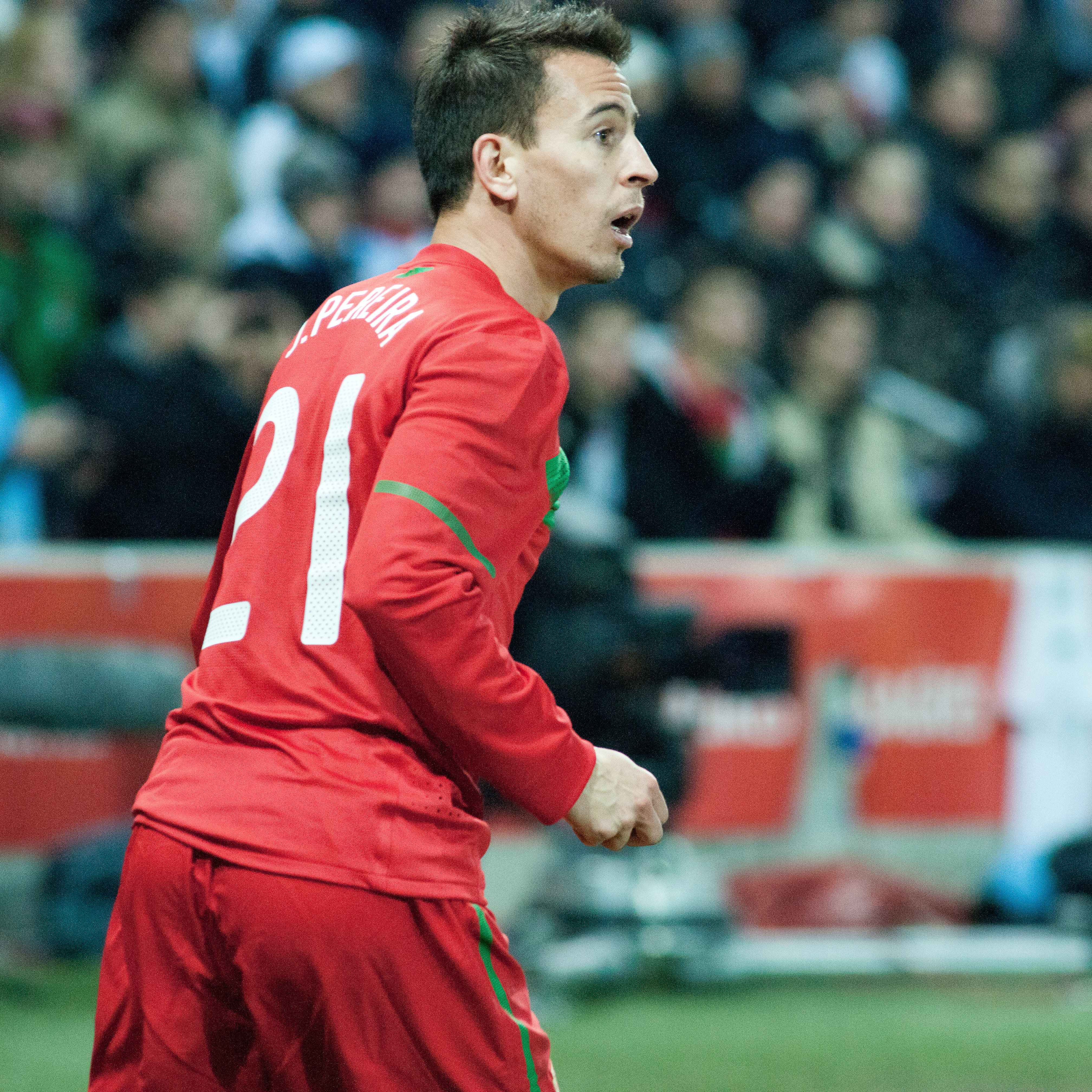

جواو بيدرو دا سيلفا بيريرا (بالبرتغالية: João Pedro da Silva Pereira‏) (مواليد 25 فبراير 1984 في لشبونة، البرتغال) لاعب كرة قدم برتغالي يجيد اللعب في مركز الظهير الأيمن ويلعب حاليا في نادي فالنسيا الإسباني منذ 2012.

## روابط خارجية
- جواو بيريرا على موقع الاتحاد الدولي (مؤرشف)  (الإنجليزية)
- جواو بيريرا على موقع الاتحاد الأوربي (الإنجليزية)
- جواو بيريرا على موقع اتحاد تركيا (لاعب) (الإنجليزية)
- جواو بيريرا على موقع قاعدة بيانات كرة القدم.إي يو (الإنجليزية)
- جواو بيريرا على موقع ناشيونال فوتبول تيمز (الإنجليزية)
- جواو بيريرا على موقع Soccerway.com (الإنجليزية)
- جواو بيريرا على موقع عالم كرة القدم.نت (الإنجليزية)
- جواو بيريرا على موقع AS.com (الإسبانية)